# 크리스티안 1세

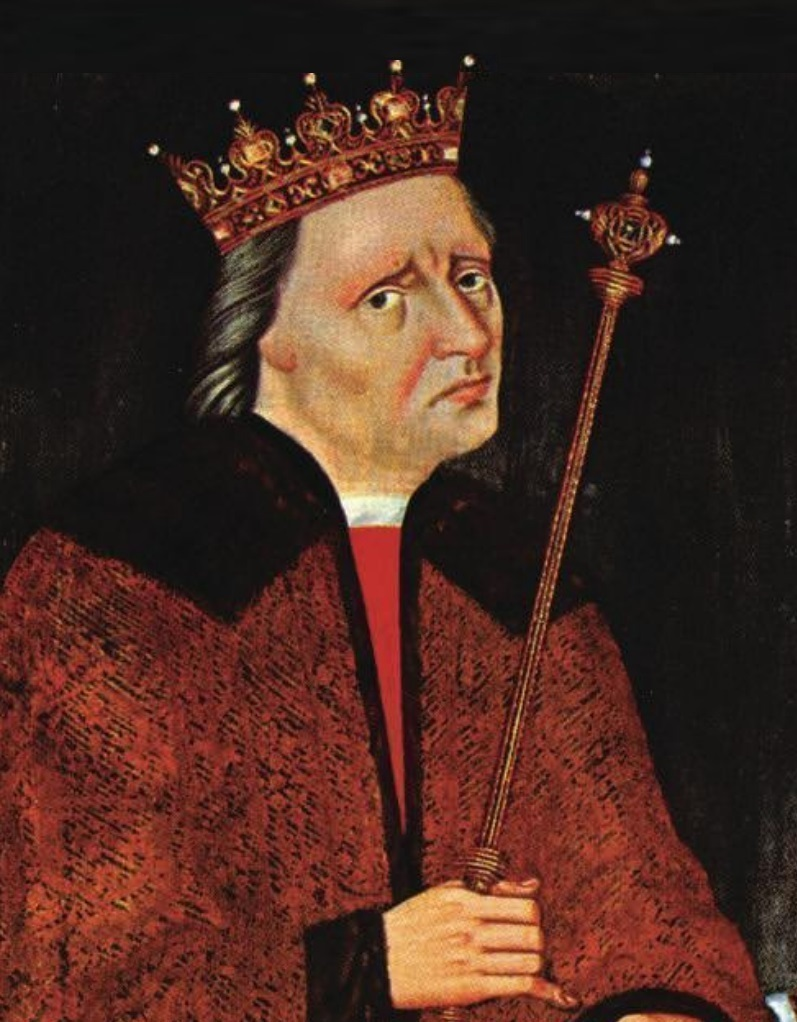
크리스티안 1세

크리스티안 1세(덴마크어: Christian I, 노르웨이어: Christian I, 스웨덴어: Kristian I, 1426년 2월 ~ 1481년 5월 21일)는 덴마크의 국왕(재위: 1448년 9월 1일 ~ 1481년 5월 21일)이자 노르웨이의 국왕(재위: 1450년 5월 13일 ~ 1481년 5월 21일), 스웨덴의 국왕(재위: 1457년 6월 23일 ~ 1464년 6월 23일)이다.

## 생애
올덴부르크에서 올덴부르크 백작 디트리히(Dietrich)와 그의 아내인 홀슈타인의 하일비히(Heilwig)의 아들로 태어났다. 1440년부터 1450년까지는 크리스티안 7세(Christian VII)라는 이름의 올덴부르크 백작을 역임했다. 1445년 9월 12일에는 브란덴부르크의 도로테아(Dorothea)와 결혼했고 슬하에 5명의 자녀를 두었다.
1448년 9월 1일 덴마크, 노르웨이, 스웨덴의 국왕인 크리스토페르 3세가 후사 없이 사망한 이후에 덴마크 의회에 의해 덴마크의 국왕으로 선출되었으며 1449년 10월 28일에는 코펜하겐에서 덴마크 국왕 대관식을 치렀다. 1460년에는 아돌프 8세(Adolf VIII)의 뒤를 이어 슐레스비히 공작위, 홀슈타인 백작위를 승계받았고 1460년 3월 5일에는 리베에서 홀슈타인의 귀족들과 함께 리베 조약을 체결했다.
1450년 5월 13일에는 노르웨이의 국왕으로 즉위했고 1450년 8월 2일에는 트론헤임에서 노르웨이 국왕 대관식을 치렀다. 1457년 6월 23일에는 스웨덴의 국왕으로 즉위했고 1457년 6월 29일에는 웁살라에서 스웨덴 국왕 대관식을 치렀다. 그렇지만 스웨덴에서는 칼마르 동맹으로부터의 독립을 주장하는 스웨덴 민족주의 세력이 등장했고 1464년에는 스웨덴의 왕위에서 물러나게 된다.
1474년에는 밀라노, 로마를 방문하는 과정에서 교황 식스토 4세를 만났다. 교황 식스토 4세는 크리스티안 1세에게 코펜하겐에 대학교를 설립하는 권한을 부여했다. 1479년에는 코펜하겐 대학교를 설립했다. 1481년 5월 21일 코펜하겐에 위치한 코펜하겐 성에서 사망했으며 그의 시신은 로스킬레 대성당에 안치되었다. 덴마크, 노르웨이의 왕위는 한스가 승계받았다.

## 같이 보기
- 덴마크의 군주 목록